# Astana Challenger 2014
El torneo Astana Challenger 2014, fue un torneo profesional de tenis. Perteneció al ATP Challenger Tour 2014. Se disputó su 8.ª edición sobre superficie dura, en Astaná, Kazajistán entre el 17 y el 23 de febrero de 2014.

## Jugadores participantes del cuadro de individuales
| Favorito | País                       | Jugador               | Rank1 | Posición en el torneo |
| -------- | -------------------------- | --------------------- | ----- | --------------------- |
| 1        | Bandera de Kazajistán      | Andrey Golubev        | 83    | CAMPEÓN               |
| 2        | Bandera de Italia          | Matteo Viola          | 172   | Cuartos de final      |
| 3        | Bandera de Rusia           | Konstantin Kravchuk   | 175   | Primera ronda         |
| 4        | Bandera de Turquía         | Marsel İlhan          | 184   | Cuartos de final      |
| 5        | Bandera de Italia          | Flavio Cipolla        | 192   | Segunda ronda         |
| 6        | Bandera de República Checa | Jan Mertl             | 200   | Segunda ronda         |
| 7        | Bandera de Rusia           | Alexander Kudryavtsev | 201   | Cuartos de final      |
| 8        | Bandera de República Checa | Jaroslav Pospíšil     | 217   | Primera ronda         |

| Posición en el torneo   |
| ----------------------- |
| Primera y segunda ronda |
| Cuartos de final        |
| Semifinales             |
| FINAL                   |
| CAMPEÓN                 |

- 1 Se ha tomado en cuenta el ranking del 3 de febrero de 2014.

### Otros participantes
Los siguientes jugadores recibieron una invitación (wild card), por lo tanto ingresan directamente al cuadro principal (WC):
- Kuatbek Abiyev
- Timur Khabibulin
- Karen Jachanov
- Denis Yevseyev

Los siguientes jugadores ingresan al cuadro principal tras disputar el cuadro clasificatorio (Q):
- Aleksandre Metreveli
- Nikoloz Basilashvili
- Victor Baluda
- Alexey Vatutin

Los siguientes jugadores ingresan al cuadro principal con ranking protegido (PR):
- Gilles Müller

## Jugadores participantes en el cuadro de dobles

### Cabezas de serie
| Favorito | País                       | Jugador             | País                       | Jugador           | Rank1 | Posición en el torneo |
| -------- | -------------------------- | ------------------- | -------------------------- | ----------------- | ----- | --------------------- |
| 1        | Bandera de Rusia           | Konstantin Kravchuk | Bandera de Ucrania         | Denys Molchanov   | 356   | Cuartos de final      |
| 2        | Bandera de Bielorrusia     | Sergey Betov        | Bandera de Bielorrusia     | Alexander Bury    | 434   | CAMPEONES             |
| 3        | Bandera de Uzbekistán      | Farrukh Dustov      | Bandera de Italia          | Matteo Volante    | 457   | Semifinales           |
| 4        | Bandera de República Checa | Jan Mertl           | Bandera de República Checa | Jaroslav Pospíšil | 602   | Cuartos de final      |

- 1 Se ha tomado en cuenta el ranking del 3 de febrero de 2014.

## Campeones

### Individual Masculino
- Andrey Golubev derrotó en la final a  Gilles Müller, 6–4, 6–4

### Dobles Masculino
- Sergey Betov /  Alexander Bury derrotaron en la final a  Andrey Golubev /  Yevgueni Koroliov por 6-1 y 6-4.